# Assimilació cultural
Assimilació cultural és com s'anomena al procés d'integració d'un grup etno-cultural tal com els immigrants,  grups ètnics minoritaris i altres dins del que es té establert com el comú a una comunitat més gran o dominant. La presumpció que aquests elements generals són la garantia de la convivència cultural dins d'un estat o territori, és la que motiva l'inici d'aquest procés. L'assimilació cultural s'oposa a la filosofia positiva (per exemple, el multiculturalisme), que reconeix i treballa per mantenir les diferències.
En aquest procés, el grup que és absorbit i perd en general la seva originalitat de manera parcial o total com les seves maneres de parlar, el seu dialecte, les seves peculiaritats en la parla, les seves maneres de ser i altres elements de la seva  identitat cultural quan entra en contacte amb la societat o cultura dominant. L'assimilació pot ser voluntària com és el cas en general dels immigrants o pot ser forçada com pot ser el cas de moltes ètnies minoritàries dins d'un estat determinat en processos de colonització. Processos d'assimilació cultural s'han presentat durant tota la història de la humanitat i molts han generat noves cultures. Per exemple, la Conquesta d'Amèrica per part de les potències  europees dels segles xv a  XIX va crear la majoria de les nacions  americanes de l'actualitat. Un dels processos d'assimilació cultural contemporània més discutits és el de l'americanització que sol confondre's amb un més antic i ampli denominat l'occidentalització.